# ضريبة الإنتاج

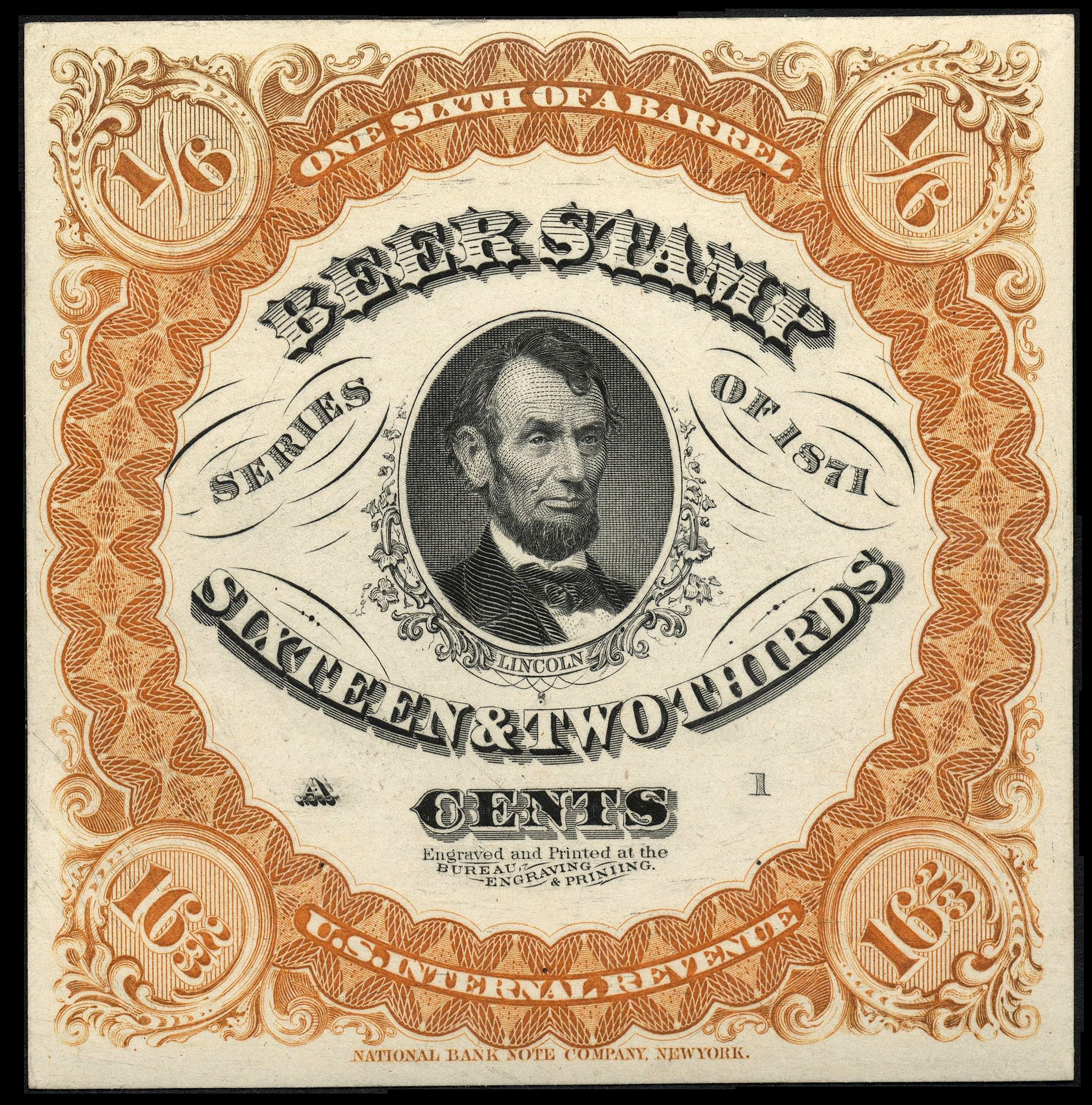

ضريبة الإنتاج (بالإنجليزية: excise tax)‏ هي ضريبة غير مباشرة تفرض على المنتجات المصنوعة من منتجات أخرى أو الخدمات التي تنتفع من خدمات أخرى. عادة ما تدمج في تجارة التجزئة في سعر المأكولات والسجائر والمشروبات الكحولية والمشتقات البترولية.